# Мюратори, Венсан
Венса́н Мюратори́ (фр. Vincent Muratori; род. 3 августа 1987, Оранж) — французский футболист, защитник.

## Карьера
Дебютировал в чемпионате Франции 4 августа 2007 года в матче 1-го тура против «Сент-Этьена». Он отыграл весь матч и на 37-й минуте получил жёлтую карточку. Всего в сезоне 2007/08 он провёл 22 матча.
31 июля 2012 года перешёл в клуб Нанси свободным агентом.
В 2021 году по окончании контракта перешёл в футбольный клуб Расинг Грасс.
Венсан Мюратори завершил свою карьеру в 2023 году.